# Granada (Gerichtsbezirk)
Der Gerichtsbezirk Granada ist einer der neun Gerichtsbezirke in der Provinz Granada.
Der Bezirk umfasst 52 Gemeinden auf einer Fläche von 2.695,84 km² mit dem Hauptquartier in Granada.

## Gemeinden
| Gemeinde                 | Einwohner (2024) | Fläche km² | Dichte Einw./km² | Cod INE | Postleitzahl               |
| ------------------------ | ---------------- | ---------- | ---------------- | ------- | -------------------------- |
| Albolote                 | 19.587           | 78,58      | 249              | 18003   | 18659                      |
| Albuñuelas               | 794              | 140,05     | 6                | 18007   | 18659                      |
| Alfacar                  | 5.784            | 16,73      | 346              | 18011   | 18650                      |
| Armilla                  | 25.405           | 4,42       | 5.748            | 18021   | 18657                      |
| Atarfe                   | 20.455           | 47,25      | 433              | 18022   | 18657                      |
| Beas de Granada          | 1.009            | 23,20      | 43               | 18024   | 18640                      |
| Benalúa de las Villas    | 1.021            | 21,65      | 47               | 18028   | 18566                      |
| Cájar                    | 5.492            | 1,65       | 3.328            | 18036   | 18568                      |
| Calicasas                | 658              | 11,25      | 58               | 18037   | 18658                      |
| Campotéjar               | 1.245            | 35,81      | 35               | 18038   | 18565                      |
| Cenes de la Vega         | 8.296            | 6,49       | 1.278            | 18047   | 18659                      |
| Chimeneas                | 1.242            | 90,33      | 14               | 18061   | 18329                      |
| Churriana de la Vega     | 16.693           | 6,60       | 2.529            | 18062   | 18659                      |
| Cogollos Vega            | 2.084            | 49,87      | 42               | 18050   | 18650                      |
| Colomera                 | 1.278            | 111,98     | 11               | 18051   | 18564                      |
| Dehesas Viejas           | 640              | 13,72      | 47               | 18065   | 18567                      |
| Deifontes                | 2.622            | 40,48      | 65               | 18066   | 18570                      |
| Dílar                    | 2.319            | 79,28      | 29               | 18068   | 18657                      |
| Domingo Pérez de Granada | 824              | 48,93      | 17               | 18915   | 18567                      |
| Dúdar                    | 373              | 8,37       | 45               | 18070   | 18640                      |
| Dúrcal                   | 7.209            | 76,63      | 94               | 18071   | 18650, 18659               |
| Gójar                    | 6.340            | 12,01      | 528              | 18084   | 18659                      |
| Granada                  | 232.717          | 88,02      | 2.644            | 18087   | 18658                      |
| Guadahortuna             | 1.830            | 121,24     | 15               | 18088   | 18560                      |
| Güejar Sierra            | 2.926            | 238,95     | 12               | 18094   | 18659                      |
| Güevéjar                 | 2.660            | 9,75       | 273              | 18095   | 18659                      |
| Huétor de Santillán      | 1.938            | 93,27      | 21               | 18099   | 18650                      |
| Huétor Vega              | 12.294           | 4,24       | 2.900            | 18101   | 18656                      |
| Iznalloz                 | 5.154            | 247,46     | 21               | 18105   | 18550, 18567               |
| Jun                      | 4.145            | 3,69       | 1.123            | 18111   | 18657                      |
| Lecrín                   | 2.268            | 40,49      | 56               | 18119   | 18656                      |
| Maracena                 | 22.310           | 4,89       | 4.562            | 18127   | 18568                      |
| Moclín                   | 3.529            | 113,11     | 31               | 18132   | 18247, 18248, 18249, 18569 |
| Monachil                 | 8.608            | 88,92      | 97               | 18134   | 18658                      |
| Montejícar               | 2.020            | 87,73      | 23               | 18136   | 18561                      |
| Montillana               | 1.057            | 75,17      | 14               | 18137   | 18569                      |
| Nigüelas                 | 1.239            | 30,93      | 40               | 18143   | 18657                      |
| Nívar                    | 1.069            | 11,18      | 96               | 18144   | 18659                      |
| Ogíjares                 | 15.063           | 6,91       | 2.180            | 18145   | 18658                      |
| El Padul                 | 9.536            | 89,15      | 107              | 18150   | 18640                      |
| Peligros                 | 11.674           | 10,14      | 1.151            | 18153   | 18659                      |
| Píñar                    | 1.060            | 125,72     | 8                | 18159   | 18568, 18562               |
| Pinos Genil              | 1.638            | 13,99      | 117              | 18157   | 18650                      |
| Pinos Puente             | 9.708            | 92,94      | 104              | 18158   | 18656                      |
| Pulianas                 | 5.628            | 6,33       | 889              | 18165   | 18657                      |
| Quéntar                  | 943              | 66,49      | 14               | 18168   | 18640                      |
| Torre-Cardela            | 712              | 15,19      | 47               | 18178   | 18563                      |
| Valderrubio              | 2.077            | 5,53       | 376              | 18914   | 18658                      |
| El Valle                 | 937              | 25,84      | 36               | 18902   | 18658                      |
| Villamena                | 1.005            | 20,18      | 50               | 18908   | 18659                      |
| Víznar                   | 997              | 13,00      | 77               | 18189   | 18659                      |
| La Zubia                 | 20.056           | 20,11      | 997              | 18193   | 18659                      |
| Gerichtsbezirk Granada   | 518.168          | 2.695,84   | 192              | –       | –                          |